# 인천소양초등학교
인천소양초등학교(仁川昭陽初等學校)는 대한민국 인천광역시 계양구 박촌동에 있는 공립 초등학교이다.

## 학교 연혁
| 1946년 | 9월 6일   | 계양공립국민학교 박촌분교장 인가                              |
| 1949년 | 10월 1일  | 박촌국민학교 승격(5학급 편성)                                 |
| 1953년 | 5월 21일  | 소양국민학교 명칭 변경                                        |
| 1996년 | 3월 1일   | 인천소양초등학교로 개칭                                       |
| 2007년 | 3월 1일   | 인천양촌초등학교 분리(5학급 167명)                            |
| 2016년 | 10월 12일 | 개교 70주년 기념 소양하모니플러스 행사 및 학교 숲 조성 기념식 |
| 2017년 | 3월 1일   | 초등 22학급, 특수 1학급, 유치원 2학급 편성                    |

## 참고 자료
- 인천소양초등학교 - 한국교육학술정보원 학교알리미